# Edward N. Hall

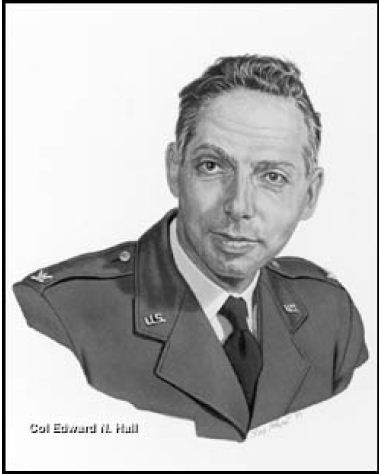
Edward N. Hall

Edward N. Hall (* 4. August 1914 in New York City; † 15. Januar 2006) war ein US-amerikanischer General, Ingenieur und Initiator des US-Raketenprogramms Minuteman.

## Leben
Hall wurde am 4. August 1914 als Sohn eines Pelzhändlers geboren. Seine Familie wurde durch die große Depression arm, er gelangte allerdings durch einen Wettbewerb auf die Townsend Harris High School. Er studierte chemical engineering auf dem City College of New York, konnte allerdings nach der Graduierung keine Arbeit finden und schrieb sich bei den United States Army Air Forces ein. Nach dem japanischen Angriff auf Pearl Harbor wurde er als Leutnant nach Großbritannien geschickt. Er überwachte die Reparatur und Wartung von Bombern der Typen B-17 und B-24. 1943 erhielt er die Auszeichnung Legion of Merit für die Entwicklung einer schnellen Methode für die Reparatur ernsthafter Rumpfbeschädigungen an Flugzeugen.
Interesse für Raketentechnik entwickelte er 1945 nach einem Besuch der V2-Fabrik in Nordhausen. Später wurde er an die Wright-Patterson Air Force Base in Ohio versetzt, wo er schon bald größere und bessere mit Flüssigkraftstoff betriebene Raketen baute. Bis 1954 hatte er bereits eine Rakete mit einem Schub von 600 kN, mehr als doppelt so viel wie die 250 kN der V-2. Während seiner Arbeiten arbeitete er an den Raketen Bomarc, Navaho, Snark, Rascal und Atlas. 1957 wechselte er vom Flüssigkraftstoffantrieb zum Festkraftstoffantrieb. 1958 entwarf er das Konzept der dreistufigen Interkontinentalrakete Minuteman. Nachdem er 1959 die US Army verlassen hatte, arbeitete er 14 Jahre als Ingenieur bei der United Aircraft Corporation. Er war verheiratet und hinterließ eine Tochter und zwei Söhne.

## Auszeichnungen
- 1999 – Air Force Space and Missile Pioneers Award
- 1999 – Hall of Fame U.S. Air Force Space Command – Peterson Air Force Base in Colorado